# Hrobce
Obec Hrobce se nachází v okrese Litoměřice v Ústeckém kraji přibližně 6,2 km od Roudnice nad Labem. Žije zde 728 obyvatel. Obcí prochází Železniční trať Praha–Děčín, na které je zřízena železniční stanice Hrobce.

## Historie
Nejstarší písemná zmínka pochází z roku 1115.

## Obyvatelstvo
|           | 1869 | 1880 | 1890 | 1900 | 1910 | 1921 | 1930 | 1950 | 1961 | 1970 | 1980 | 1991 | 2001 | 2011 |
| --------- | ---- | ---- | ---- | ---- | ---- | ---- | ---- | ---- | ---- | ---- | ---- | ---- | ---- | ---- |
| Obyvatelé | 84   | 126  | 148  | 249  | 391  | 434  | 469  | 359  | 393  | 380  | 304  | 298  | 322  | 269  |
| Domy      | 14   | 22   | 24   | 35   | 61   | 74   | 98   | 111  | 109  | 113  | 102  | 125  | 130  | 150  |

## Části obce
- Hrobce
- Rohatce

## Historie
První písemná zmínka o obci pochází z roku 1115.